# Naissance en 1381
Naissance
- 1377
- 1378
- 1379
- 1380
- 1381
- 1382
- 1383
- 1384
- 1385

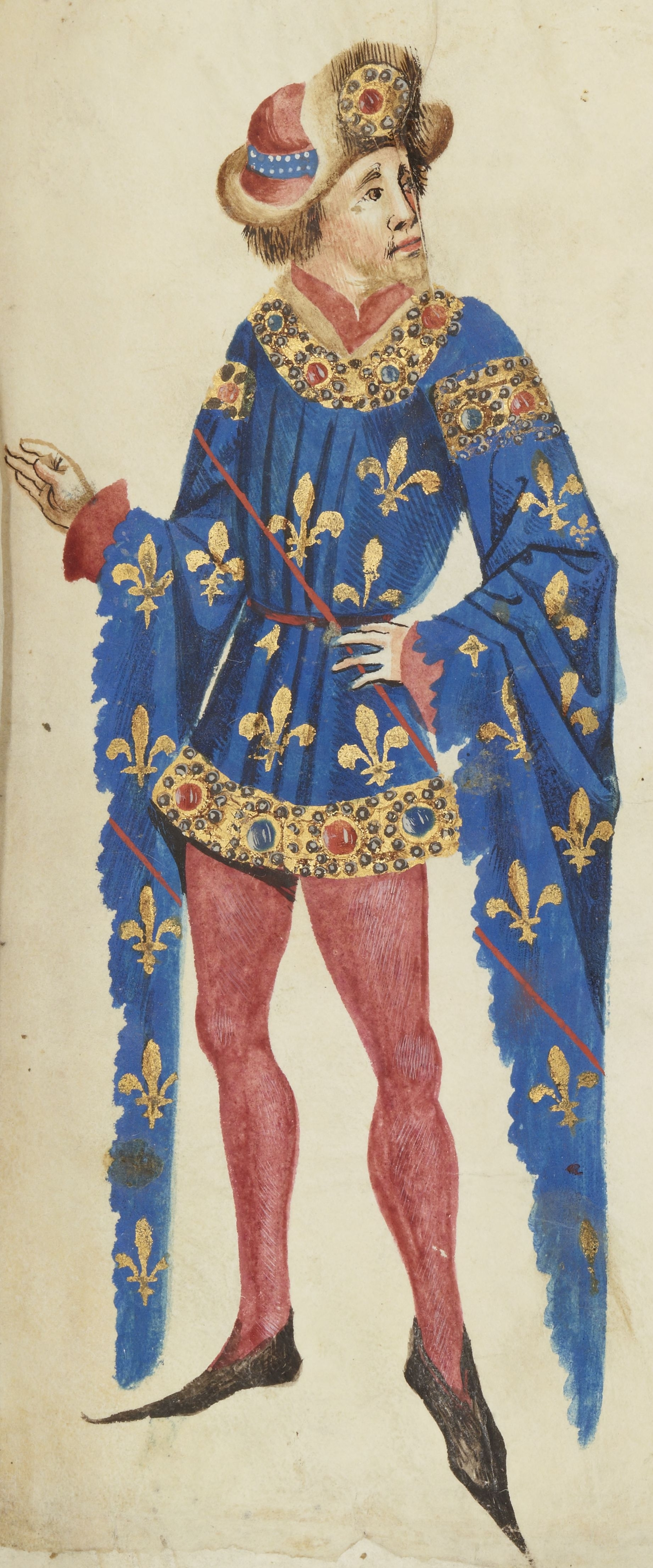
Jean Ier de Bourbon, né en 1381.

Cette page dresse une liste de personnalités nées au cours de l'année 1381  :
- 13 janvier : Colette de Corbie, religieuse française, elle réforme l'ordre des clarisses et certains couvents masculins de l'ordre franciscain.
- mai : Rita de Cascia, religieuse italienne de l'ordre des Augustins, avocate des causes désespérées.
- 6 septembre: Chang, 33e roi de Goryeo.

- Bernardo Ciuffagni, sculpteur de la Renaissance italienne.
- Jean Ier de Bourbon, comte de Clermont du vivant de son père, puis duc de Bourbon et comte de Forez.
- Anne de Celje, reine consort de Pologne, grande-duchesse consort de Lituanie.
- Marie de Lusignan, reine consort de Naples.
- Guillaume II de Rarogne, évêque de Sion.
- Jean II de Toulongeon, baron de Sennecey, seigneur de Toulongeon et de La Villeneuve-lès-Seurre, est un chevalier, conseiller, chambellan, gouverneur de Troyes et maréchal de Bourgogne.
- Akamatsu Mitsusuke, samouraï du clan Akamatsu au cours de la période Sengoku.
- Antonio Roselli, juriste italien.
- Johannes Schiltberger, explorateur et écrivain allemand.
- Shōtetsu, poète japonais de l'époque de Muromachi, considéré comme le dernier poète de la tradition waka de la cour impériale.

## Crédit d'auteurs
- Cet article est partiellement ou en totalité issu de l'article intitulé « 1381 » (voir la liste des auteurs).